# 艾琳·卡希爾
艾琳·潔西卡·卡希爾（英語：Erin Jessica Cahill，1980年1月4日—），通稱為「艾琳·卡希爾」，是一位美國女演員和配音員，她最出名的角色為電影《金剛戰士時間力量》的珍·史考特斯（Jen Scotts）、《追愛總動員》的海瑟·莫斯比（Heather Mosby）、《格蕾絲的救贖》的坎德拉·伯克（Kendra Burke）和電視劇《血玫瑰》的費莉希蒂（Felicity）。
除了演戲，她替電玩遊戲配音如《決勝時刻系列》的克洛伊·林奇（Chloe Lynch）和《惡靈古堡系列》的蕾貝卡·錢伯斯（Rebecca Chambers）。自2016年以來，卡希爾主要為Lifetime (電視網)和霍爾馬克頻道拍攝電視劇和電影。

## 生平
卡希爾出生於維吉尼亞州的斯塔福德，她四歲時開始在母親當地高中的作品中表演，八歲開始學習唱歌和跳舞。1991年獲得維吉尼亞小姐的冠軍，也是美國青少年小姐的亞軍。她在布魯克波因特高中繼續演藝生涯，並擔任許多俱樂部的主席，其中包括榮譽演員小組。作為一名大三學生，卡希爾是當年唯一一位在州長藝術學院戲劇試鏡的所有階段都獲得滿分的人。16歲時，她還獲得了演員、模特兒、基督才藝比賽的總演員獎。她進一步入選巴頓（Barton）和威廉斯（Williams）舞蹈團，並獲得團體和個人獎項。她於1998年高中畢業後，獲得了學術和表演藝術獎學金，就讀於美國紐約市曼哈頓的瑪麗山曼哈頓學院。19歲時離開大學，前往洛杉磯從事全職演藝事業。

## 個人生活
卡希爾與英國音樂家保羅·費里曼 （Paul Freeman）於2016年9月在蔚藍海岸結婚。

## 外部連結
- 艾琳·卡希爾在互联网电影资料库（IMDb）上的資料（英文）
- 艾琳·卡希爾的Facebook專頁
- 艾琳·卡希爾的X（前Twitter）
- 艾琳·卡希爾的Instagram帳戶